# Cyclosorus insularis
Cyclosorus insularis là một loài thực vật có mạch trong họ Thelypteridaceae. Loài này được (K. Iwats.) C.M. Kuo mô tả khoa học đầu tiên năm 2002.